# أوفرتون سميث غيلدرسليف
أوفرتون سميث غيلدرسليف هو سياسي كندي، ولد في 13 يناير 1825، وتوفي في 9 مارس 1864.